# Viticulture raisonnée
La viticulture raisonnée est l'application à la viticulture du concept d'agriculture raisonnée.

## Principes

### Origine
La viticulture raisonnée trouve son fondement dans l'impasse où conduisaient les calendriers de traitements à quatorze jours. Durant des années, les viticulteurs traitaient préventivement leurs parcelles. Or, cette pratique a contribué à faire apparaître des souches de maladies résistantes aux produits phytosanitaires utilisés. La recherche viticole a mis au point de nouvelles molécules de synthèse plus chères et la résistance est aussi apparue. 
Le principe de la viticulture raisonnée a été de mieux former les viticulteurs à l'observation de leurs parcelles pour optimiser chaque traitement. Ainsi, les mélanges de substances actives ne sont plus systématiques ; ce n'est pas parce que la vigne montre des symptômes de mildiou qu'il faut nécessairement traiter contre l'oïdium. En parallèle avec cette réduction des traitements, le viticulteur est sensibilisé aux familles de molécules de synthèse. En alternant des produits phytosanitaires agissant sur des faiblesses différentes des maladies cryptogamiques, le viticulteur atténue les risques de résistance.

### Regroupement des viticulteurs raisonnés
Avec la sensibilisation des consommateurs à l'environnement et aux possibles résidus de pesticides dans l'alimentation, les viticulteurs engagés dans la viticulture raisonnée ont créé une charte les fédérant pour communiquer sur leur travail dans le sens d'un meilleur usage et d'une réduction de la quantité des pesticides utilisés. Certains fabricants de produits phytosanitaires ont aussi engagé une démarche en ce sens pour aider les viticulteurs, notamment par des formations sur les molécules utilisées et la mise à disposition de logiciels d'aide au positionnement des traitements dans le calendrier. 
Des viticulteurs français ont créé une marque de certification (« Terra Vitis ») pour faire connaitre leur démarche aux consommateurs. 

## Démarche
Dans une démarche fondée sur un choix de techniques présentées par ces viticulteurs comme « respectueuses de l'environnement » et inscrites dans le cahier des charges Terra Vitis, ceux-ci ont créé une charte d'engagement :
- « Concilier le respect de l'environnement et la pérennité économique de leur entreprise. Car il n'existe pas de viticulture durable sans exploitations viables. »
- « Innover en faisant évoluer annuellement leur cahier des charges en fonction des avancées de la recherche. »
- « Favoriser le développement de la biodiversité en maintenant un écosystème viticole vivant. »
- « Assurer la transparence de leurs interventions et de leur pratiques : c'est la traçabilité. »
- « être contrôlés par un organisme certificateur indépendant. »

« La viticulture raisonnée est une démarche qui répond aux critères du développement durable. Elle assure la sécurité alimentaire du produit et le respect de l'environnement. »

## Terminologie
L'acceptation du terme « durable » employé par les adhérents Terra Vitis est celle des institutions agricoles françaises et non celle du Réseau CIVAM (organisation agricole française, pionnière et non-institutionnelle).